# 국민연합당
국민연합당(國民聯合黨, 핀란드어: Kansallinen Kokoomus; KOK 칸살리넨 코코무스; 코오코[*], 스웨덴어: Samlingspartiet; Saml.)은 핀란드의 보수 정당으로, 1918년 설립되었다. 2014년 총선거 결과, 진정한 핀란드인에 이어 제3당이다.

## 같이 보기
- 핀란드의 정치
- 핀란드 헌법
- 핀란드의 정당
- 페테리 오르포
- 온건당
- 노르딕 모델